# Rehobothkerk (Amersfoort)
De Rehobothkerk is een voormalig kerkgebouw aan de Dollardstraat 129 te Amersfoort in de wijk Soesterkwartier.
Dit eenvoudige gebouw werd in 1953 in gebruik genomen als Gereformeerd kerkgebouw. Het gebouw is ontworpen door Bastiaan Willem Plooij en is een zaalkerkje onder zadeldak, voorzien van een open dakruiter met klok en kruis.
In 1998 kwam er een evangelische gemeente in, de Rafaëlgemeenschap, welke in 1993 was opgericht. De kerk werd toen: Rafaëlkerk. Deze gemeenschap vertrok in 2012 naar een grotere locatie aan de Kosmonaut 2 op het bedrijventerrein Calveen, aangezien ze gegroeid was van 50 naar 900 leden.
Het kerkgebouw werd te koop gezet en in 2015 werd het verkocht en ingericht als kantoor.